# Andrew Noah Cap
Andrew Noah Cap (* 7. Januar 1969 in Somerset-West, Südafrika) ist ein südafrikanischer Komponist und Trompeter.
Er begann im Alter von 10 Jahren das Trompetenspiel. 1973 zog die Familie aus beruflichen Gründen  nach Deutschland. Mit 14 Jahren übernahm er bereits die Leitung des Schulorchesters. Die ständig wechselnde Besetzung zwang ihn, Stücke zu arrangieren bzw. neue Stücke zu komponieren. Es folgten privates Kompositionsstudium, Meisterklasse Trompete (Heinz Rose, 1. Trompeter Stadttheater Trier) und die Anstellung als Chorus-Bläser bei der U. S. Air Force Big Band Hahn AB.
Heute umfasst die Liste seiner Werke über 250 Originalkompositionen und über 100 Bearbeitungen, hauptsächlich für sinfonisches Blasorchester, aber auch für Sinfonieorchester und Ensembles.
Seine Werke zeichnen sich durch einen unorthodoxen Stil aus. So führen im sinfonischen Blasorchester alle Instrumentenfamilien eigenständige, ausharmonisierte Linien, anstelle der üblichen Satztechnik der Lagenaufteilung.

## Werke für sinfonisches Orchester
- 1987: Sinfonie Nr. 1 a-moll
- 1991: Sinfonie Nr. 2 H-Dur
- 1992: Die Bürgschaft (nach Schiller), sinfonische Tondichtung
- 1993: Sinfonie Nr. 3 c-moll (Die farbige)
- 2001: Ramses der Große, Orchester-Suite in 12 Sätzen
- 2006: Sinfonie Nr. 4 g-moll (Die Nachtfahrt der Sonne)

## Werke für sinfonisches Blasorchester (Auswahl)
- 1982: Moselland
- 1983: Memories
- 1983: Nacht des Erwachens
- 1983: Little Jumper
- 1984: March and Circulum
- 1984: The Walls of Enchidot
- 1985: Conus
- 1985: 4 Things for Winds
- 1985: Just Waves
- 1986: Thru' the Years
- 1987: Return to the Limit
- 1988: Sounds like Music
- 1989: Memories of Mr. Satories
- 1990: Songbook for Youngsters
- 1994: In Flow
- 1995: Das Schloß des Mr. Frisby
- 1996: Sweet Suite
- 1996: A City's Life
- 1997: Majesty-Suite
- 1997: Hot Time City Rag
- 1998: Bilder eines Ausverkaufs
- 1999: Inside the Crystals
- 1999: Concerto für Horn und Orchester
- 2000: Ein Strauss voll Buntstifte
- 2001: Vegetarische Suite
- 2001: Spirit of Zulu-Land
- 2001: Fanfares for an Occasion
- 2002: Jazzional Jazzographics
- 2002: A Cat called „woodenleg“ Joe
- 2002: Requiem for Winds
- 2003: Fragmento
- 2003: Reveries for Trombone
- 2003: City's Hush and Inspiration
- 2003: Saturday Night Interlude
- 2004: Pictures in the Park
- 2005: The Land of the Noble Free (Yorktown 1781)
- 2005: Shadows of Green
- 2005: Laughter of the Levi
- 2006: La Caja de madera vieja – Der Tod und der Narr